# Trget
 Trget  (olaszul: Traghetto) falu Horvátországban, Isztria megyében. Közigazgatásilag Rašához tartozik.

## Fekvése
Az Isztria keleti részén, Labin központjától 14 km-re, községközpontjától 10 km-re délnyugatra a Raša-öböl északkeleti partján fekszik.

## Története
A település nevét a latin "traiectum" (gázló, átkelőhely) főnévből kapta, lakói ugyanis egykor az utazóknak az öblön való átszállításval foglalkoztak. A település élete a 19. század végére lendült fel, amikor a közeli bányavidéken termelt szén berakodásához felépült Bršica kikötője. A településnek 1880-ban 72, 1910-ben 132 lakosa volt. Az első világháború után Olaszországhoz került. A második világháború után Jugoszlávia része lett. Jugoszlávia felbomlása után 1991-ben a független Horvátország része lett. 2011-ben a falunak 35 lakosa volt. Lakói főként halászattal és kisebb mértékben mezőgazdasággal (olajbogyó és szőlőtermesztés) foglalkoznak, de többen szolgálnak a tengerjáró hajókon is.

## Nevezetességei
Szent György tiszteletére szentelt román strílusú templomának romjai.

## Lakosság
| Lakosság változása | Lakosság változása | Lakosság változása | Lakosság változása | Lakosság változása | Lakosság változása | Lakosság változása | Lakosság változása | Lakosság változása | Lakosság változása | Lakosság változása | Lakosság változása | Lakosság változása | Lakosság változása | Lakosság változása | Lakosság változása |
| ------------------ | ------------------ | ------------------ | ------------------ | ------------------ | ------------------ | ------------------ | ------------------ | ------------------ | ------------------ | ------------------ | ------------------ | ------------------ | ------------------ | ------------------ | ------------------ |
| 1857               | 1869               | 1880               | 1890               | 1900               | 1910               | 1921               | 1931               | 1948               | 1953               | 1961               | 1971               | 1981               | 1991               | 2001               | 2011               |
| 0                  | 0                  | 72                 | 102                | 129                | 132                | 0                  | 1137               | 133                | 132                | 162                | 112                | 72                 | 55                 | 45                 | 35                 |